# Клери Гран
Клери Гран (фр. Cléry-Grand) насеље је и општина у североисточној Француској у региону Лорена, у департману Меза која припада префектури Верден.
По подацима из 2011. године у општини је живело 81 становника, а густина насељености је износила 11,28 становника/km². Општина се простире на површини од 7,18 km². Налази се на средњој надморској висини од 200 метара (максималној 298 m, а минималној 179 m).

## Демографија
| 1962. | 1968. | 1975. | 1982. | 1990. | 1999. | 2011. |
| ----- | ----- | ----- | ----- | ----- | ----- | ----- |
| 103   | 103   | 90    | 89    | 81    | 70    | 81    |

График промене броја становника у току последњих година